# Stefanie Kremser
Stefanie Kremser (* 6. Dezember 1967 in Düsseldorf) ist eine deutschsprachige Schriftstellerin und Drehbuchautorin. Sie wuchs in São Paulo, Brasilien auf und studierte Dokumentarfilm und Fernsehpublizistik an der Hochschule für Fernsehen und Film in München.  

## Werke

### Romane
- Der Tag, an dem ich fliegen lernte, Kiepenheuer und Witsch Verlag 2014.
- Die toten Gassen von Barcelona, Kiepenheuer und Witsch Verlag 2011.
- Postkarte aus Copacabana, Piper Verlag 2000.

### Drehbücher
- 2019: Herren (Regie: Dirk Kummer), Spielfilm (BR/ARTE). Nominiert für den Grimme-Preis 2021. Geehrt mit dem CIVIS Medienpreis für Migration, Integration und kulturelle Vielfalt in Europa, 2021. Fernsehbiber 2019.
- 2017: Building Bridges[1] (Regie: Heloisa Passos; Co-Autorinnen: Stefanie Kremser, Letícia Simões und Heloisa Passos). Dokumentarfilm (Maquina Filmes, Brasilien)
- 2010: Unsterblich schön (Regie: Filippos Tsitos) Tatort aus München mit Victoria Trauttmansdorff und Robert Atzorn (BR)
- 2009: Schreibe mir - Postkarten nach Copacabana (Regie: Thomas Kronthaler) (BR/Avista Film/Pegaso Producciones)
- 2007: Kleine Herzen (Regie: Filippos Tsitos) Tatort aus München mit Janina Stopper (BR). Nominiert für den Adolf-Grimme Preis 2008
- 2004: Sechs zum Essen (Regie: Filippos Tsitos) Tatort aus München mit Bibiana Beglau und Ulrike Krumbiegel (BR)
- 2002: Wolf im Schafspelz (Regie: Filippos Tsitos) Tatort aus München mit Franz Xaver Kroetz (BR)

### Regie Dokumentarfilm
- 1993: Ode an São Paulo, (BR/HFF)
- 1990: San Paolo e la Tarantola (mit Edoardo Winspeare, HFF)